# Mr. Putiferio
Mr. Putiferio, pseudonimo di Nico De Cesare (Bari, 2 febbraio 1976), è un musicista, compositore, arrangiatore produttore musicale e ingegnere del mastering italiano.

## Biografia
Intraprende lo studio della chitarra elettrica all’età di 15 anni, sviluppando da subito una verve creativa molto fervida; le prime composizioni arrivano già nei primissimi anni di studio della musica, influenzate principalmente da artisti provenienti dal rock e dell’heavy metal anni ’80 e ’90, ma sempre caratterizzate da uno spiccato senso melodico. Forma le prime band nella sua città natale, con Vincenzo Maurogiovanni alla batteria acustica e Luca Lovecchio alla chitarra elettrica ed altri musicisti locali; con queste formazioni si esibisce dal vivo in varie occasioni e con alcuni componenti di queste prime band resta in contatto e suona tuttora.

## Carriera musicale

### 2010 - 2014: DEC
Nel 2010 forma i DEC, in duo con Luca Lovecchio; nel 2011 pubblicano il doppio concept-album dal titolo “Superimposing Memories” in cui compaiono anche Giammarco Zacheo al basso elettrico e Vincenzo Maurogovanni alla batteria elettronica. Il progetto è un incentrato sui ricordi e comprende idee che spaziano dalle prime creazioni adolescenziali ad altre più recenti, in un arco temporale di sedici anni, come il numero di brani di cui è composto (sebbene questa suddivisione non rispecchi una precisa sequenza temporale). Lo stampo dell’album, il cui concetto grafico è fortemente ispirato da Use Your Illusion dei Guns N’ Roses, è di matrice Progressive Rock.

### 2015 - 2017: MANS
Esce nel 2017 un concept-album scritto insieme a Sara Pofi, Aureliano De Iacovo e Manrico De Iacovo, intitolato “Schizophrenia”, basato sull’idea di creare composizioni estemporanee, per lo più improvvisate e poi organizzate in forma canzone. È un lavoro molto più introspettivo del precedente, influenzato principalmente dalle atmosfere carpite durante un concerto dal vivo di Yann Tiersen. Infatti è probabilmente questo il momento in cui nell’artista fa capolino la consapevolezza che la colonna sonora, da sempre onnipresente nel suo background grazie alla spasmodica passione per il cinema e la televisione e soprattutto per l’amore trasmesso dal padre per le composizioni di Ennio Morricone, sarà sempre più presente nel suo modo di comporre.

### 2018 - presente: Mr. Putiferio
Nel 2018 comincia la carriera da solista dell’artista; il primo lavoro, Collective Imagination (2020), è un concept-album sugli immaginari collettivi, che l’artista impiega due anni a realizzare, cercando di immaginare vari scenari del rock e di alcuni dei suoi sottogeneri. Ognuno dei brani è come fosse una colonna sonora di un immaginario collettivo e del suo stravolgimento.
A distanza di poco più di quattro anni, nel 2025, Mr. Putiferio ritorna con The Closest Dream, un concept-album che lo impegna dal 2023 al 2024; in questa finestra temporale si delinea la naturale prosecuzione del lavoro precedente, che vede coinvolti nuovi musicisti di altissimo profilo, affiancati da alcuni componenti dei precedenti album. Un viaggio attraverso un sogno che si fa sempre più vicino, via via che i brani si susseguono nel descrivere scenari tratti da avventure, libri, film, lotte interiori, colonne sonore. Proprio la colonna sonora è infatti, ancora una volta, protagonista e chiave di lettura dell’immaginazione dell’artista.

### Ingegnere del mastering
In questi oltre 30 anni di carriera, l’artista acquisisce molteplici esperienze in vari ambiti della produzione musicale; per necessità impara le tecniche di registrazione del proprio strumento (la chitarra) e degli altri strumenti musicali necessari per le proprie produzioni e conto terzi.
Infatti è stato anche titolare di uno studio di post-produzione audio/aideo chiamato X-Fade Productions con sede in Bari. È proprio attraverso questa esperienza che mette in pratica le proprie competenze di recording, mixing e produzione dischi e lavori audio-visivi per conto di moltissimi musicisti nazionali ed internazionali. Si specializza infine come ingegnere del mastering, disciplina che è attualmente la sua attività principale, oltre quella di musicista.

## Discografia

### Con i DEC
- 2011 - Superimposing Memories (Terramia Music)

### Con i MANS
- 2017 - Schizophrenia (A.MA Edizioni)

### Solista
- 2020 - Collective Imagination (autoprodotto)

- 2025 - The Closest Dream (autoprodotto)